# Idioma kaska
Kaska es una lengua atabascana hablada por el pueblo kaska en el territorio del sureste de Yukón y en la Columbia Británica norteña en Canadá. Tahltan, tagish y el kaska constituyen el subgrupo lingüístico "Canadá Noroeste" del atabascano meridional.
La mayoría de los kaska viven en las comunidades de Ross River y Watson Lake en el Yukón así como en Lower Post, Good Hope Lake y Fireside en la Columbia Británica. Los dialectos hablados del kaska en las diferentes regiones difieren algo en las pronunciación de las palabras y en los términos que se usan en ciertas expresiones.